# Strejcekia brevior
Strejcekia brevior är en stekelart som beskrevs av Boucek 1972. Strejcekia brevior ingår i släktet Strejcekia och familjen puppglanssteklar.
Artens utbredningsområde är Tjeckien. Inga underarter finns listade i Catalogue of Life.